# Liste des dirigeants actuels des județe roumains
Cette page dresse la liste des dirigeants actuels des 41 départements (județe) et de la municipalité spéciale (Bucarest) roumains.

## Dirigeants des départements
| Județ           | Statut               | Nom                           | Depuis (le)      |
| --------------- | -------------------- | ----------------------------- | ---------------- |
| Alba            | Préfet               | Flaviu Cozuc                  | 24 octobre 2012  |
| Alba            | Président du conseil | Ion Dumitrel                  | .../2012         |
| Arad            | Préfet               | Cosmin Pribac                 | .../2012         |
| Arad            | Président du conseil | Petru Nicolae Ioţcu           | .../2012         |
| Argeș           | Préfet               | Cristian Soare                | .../2012         |
| Argeș           | Président du conseil | Constantin Nicolescu          | Juin 2004        |
| Bacău           | Préfet               | Claudiu Şerban                | .../2012         |
| Bacău           | Président du conseil | Adrian Dragoș Benea           | .../2012         |
| Bihor           | Préfet               | Claudiu Pop                   | .../2012         |
| Bihor           | Président du conseil | Cornel Popa                   | 2012             |
| Bistrița-Năsăud | Préfet               | Nastasia-Ani Bob              | .../2012         |
| Bistrița-Năsăud | Président du conseil | Emil Radu Moldovan            | .../2011         |
| Botoșani        | Préfet               | Adrian Constantinescu         | .../2012         |
| Botoșani        | Président du conseil | Florin Ţurcanu                | .../2012         |
| Brăila          | Préfet               | Nicu Lucian Olteanu           | 2 février 2015   |
| Brăila          | Président du conseil | Viorel Mortu (intérim)        | Décembre 2014    |
| Brașov          | Préfet               | Mihai Mohaci                  | .../2012         |
| Brașov          | Président du conseil | Aristotel Căncescu            | Juillet 2000     |
| Bucarest        | Préfet               | Georgeta Gavrilă              | .../2012         |
| Bucarest        | Maire                | Sorin Oprescu                 | 2008             |
| Buzău           | Préfet               | Gabriel Baltă                 | 2012             |
| Buzău           | Président du conseil | Marian Cristinel Bîgiu        | .../2012         |
| Călărași        | Préfet               | George Iacob                  | .../2012         |
| Călărași        | Président du conseil | Raducu Filipescu              | .../2012         |
| Caraș-Severin   | Préfet               | Silviu Hurduzeu               | 21 mai 2012      |
| Caraș-Severin   | Président du conseil | Sorin Frunzăverde             | 20 juin 2008     |
| Cluj            | Préfet               | Gheorghe Vuşcan               | 2012             |
| Cluj            | Président du conseil | Uioreanu Horea-Dorin          | .../2012         |
| Constanța       | Préfet               | Eugen Bola                    | 2012             |
| Constanța       | Président du conseil | Nicușor Daniel Constantinescu | .../2010         |
| Covasna         | Préfet               | Codrin Munteanu               | Janvier 2009     |
| Covasna         | Président du conseil | Tamas Sandor                  | .../2012         |
| Dâmbovița       | Préfet               | Emilian Rusu                  | Mai 2012         |
| Dâmbovița       | Président du conseil | Adrian Ţuţuianu               | 2008/2012        |
| Dolj            | Préfet               | Elena Costea                  | 2012             |
| Dolj            | Président du conseil | Ion Prioteasa                 | .../2012         |
| Galați          | Préfet               | Emanoil-Catalin Bocaneanu     | Mai 2012         |
| Galați          | Président du conseil | Nicolae Dobrovici Bacalbaşa   | 2008/2012        |
| Giurgiu         | Préfet               | Nina Crişu                    | 2012             |
| Giurgiu         | Président du conseil | Vasile Mustăţea               | 2012             |
| Gorj            | Préfet               | Claudiu Teodorescu            | 16 août 2012     |
| Gorj            | Président du conseil | Ion Călinoiu                  | .../2012         |
| Harghita        | Préfet               | Jean-Adrian Andrei            | 2012             |
| Harghita        | Président du conseil | Csaba Borboly                 | .../2012         |
| Hunedoara       | Préfet               | Sorin Vasilescu               | 2012             |
| Hunedoara       | Président du conseil | Mircea Moloț                  | .../2012         |
| Ialomița        | Préfet               | Constantin Atanasiu           | Août 2012        |
| Ialomița        | Président du conseil | Vasile Silvian Ciupercă       | .../2012         |
| Iași            | Préfet               | Romeo Olteanu                 | Juin 2012        |
| Iași            | Président du conseil | Cristian Adomniței            | Juin 2008 / 2012 |
| Ilfov           | Préfet               | Florentina Pencea             | Mai 2012         |
| Ilfov           | Président du conseil | Marian Petrache               | 2012             |
| Maramureș       | Préfet               | Sorin Rednic                  | 2012             |
| Maramureș       | Président du conseil | Zamfir Ciceu                  | 28 juin 2012     |
| Mehedinți       | Préfet               | Nicolae Drăghiea              | 2012             |
| Mehedinți       | Président du conseil | Adrian Duicu                  | 25 juin 2012     |
| Mureș           | Préfet               | Alexandru Frătean             | 2012             |
| Mureș           | Président du conseil | Ciprian Minodor Dobre         | .../2012         |
| Neamț           | Préfet               | Ilie Mitea                    | 2012             |
| Neamț           | Président du conseil | Culiţă Tărâţă                 | 2012             |
| Olt             | Préfet               | Eugen Ionică                  | 14 mai 2012      |
| Olt             | Président du conseil | Paul Stănescu                 | .../2012         |
| Prahova         | Préfet               | Marius Sersea                 | 2012             |
| Prahova         | Président du conseil | Mircea Cosma                  | 2008             |
| Sălaj           | Préfet               | Filonaş Chiş                  | 2012             |
| Sălaj           | Président du conseil | Tiberiu Marc                  | .../2012         |
| Satu Mare       | Préfet               | Eugeniu Avram                 | 2012             |
| Satu Mare       | Président du conseil | Ştef Mihai Adrian             | Juin 2012        |
| Sibiu           | Préfet               | Ovidiu Sitterli               | 2012             |
| Sibiu           | Président du conseil | Ioan Cindrea                  | 2012             |
| Suceava         | Préfet               | Florin Sinescu                | Mai 2012         |
| Suceava         | Président du conseil | Ioan Catalin Nechifor         | Juin 2008 / 2012 |
| Teleorman       | Préfet               | Zorinel Niculcea              | Mai 2012         |
| Teleorman       | Président du conseil | Nicolae Dragnea               | .../2012         |
| Timiș           | Préfet               | Eugen Dogariu                 | Mai 2012         |
| Timiș           | Président du conseil | Titu Bojin                    | .../2012         |
| Tulcea          | Préfet               | Marin Bădiţă                  | 2014             |
| Tulcea          | Président du conseil | Horia Teodorescu              | 2012             |
| Vâlcea          | Préfet               | Mircea Nadolu                 | Mai 2012         |
| Vâlcea          | Président du conseil | Ion Cîlea                     | .../2012         |
| Vaslui          | Préfet               | Radu Renga                    | 2012             |
| Vaslui          | Président du conseil | Dumitru Buzatu                | 30 juin 2012     |
| Vrancea         | Préfet               | Kanty Popescu                 | Août 2012        |
| Vrancea         | Président du conseil | Marian Oprișan                | 2000             |